# Toby Love
Octavio Rivera, más conocido como Toby Love (Bronx, Nueva York, 20 de marzo de 1985), es un cantante estadounidense.

## Biografía
Toby Love inició siendo originalmente la segunda voz de la agrupación de bachata Aventura antes de empezar una carrera como solista en 2006. 
Así aprendió mucho sobre la bachata y más tarde empezó a formar parte de Scarlito Enterteiment junto al compositor Anthony Lopez conocido como "Tony CJ" creando su propio estilo como solista. El objetivo principal de Toby es hacer que el género de bachata sea accesible a todos los jóvenes urbanos del mundo.

## Influencias
Sus influencias musicales son variadas e incluyen a R. Kelly, Michael Jackson, Brian McKnight, Lauryn Hill, Héctor Lavoe y Juan Luis Guerra. Toby describe su música como una fusión de R&B con bachata tradicional y moderna. El resultado es algo que a Toby le gusta llamar "crunkchata".

## Discografía

### Álbumes de estudio
- 2006: Toby Love
- 2007: Toby Love Reloaded
- 2008: Love is Back
- 2011: La voz de la juventud
- 2013: Amor total
- 2016: Bachata Nation

### Sencillos
| Año  | Título                              | Listas            | Listas                | Listas                      |
| Año  | Título                              | Billboard Hot 100 | U.S. Hot Latin Tracks | U.S. Latin Tropical Airplay |
| ---- | ----------------------------------- | ----------------- | --------------------- | --------------------------- |
| 2006 | "Don't Cry"                         | -                 | #1                    | #2                          |
| 2006 | "Tengo Un Amor"                     | #100              | #1                    | #1                          |
| 2007 | "Amores Como El Tuyo"               | -                 | -10                   | -10                         |
| 2008 | "Llorar Lloviendo"                  | -                 | -1                    | -1                          |
| 2010 | "Muchacha loca" (Ft. Los Tiburones) | -                 | -1                    | -1                          |
| 2010 | "Corazón" (Ft. Fainal)              | -                 | -1                    | -1                          |
| 2011 | "Casi Casi"                         | -                 | -1                    | -1                          |